# Eutomostethus ephippium
Espèce
Eutomostethus ephippium est une espèce d'insecte hyménoptère symphyte, de la famille des Tenthredinidae, répandu en Europe, et introduit en Amérique du Nord.

## Description
D'une longueur de 4 à 7 mm, son corps est noir, à l'exception du thorax rouge clair (pronotum, mésonotum, métapleures et tegulae), et des genoux blanchâtres. 
La larve mesure 9 à 10 mm, avec une tête jaune ambrée, corps mince à la partie supérieure gris-jaune, partie inférieure blanchâtre, et avec des raies sombres, et des points noirs distinctifs sur les côtés.

## Répartition
La sous-espèce nominale est répandue dans toute l'Europe, sauf quelques pays du sud des Balkans et du Nord, ainsi qu'en Amérique du Nord, où il a vraisemblablement été introduit. Une autre sous-espèce, E. ephippium vopiscus est présente en Ukraine.

## Écologie
L'insecte vit dans les prairies et les pâturages humides ou les lisières herbeuses. L'espèce est probablement polyvoltine (plusieurs générations dans l'année), la larve se rencontre de mai à octobre sur les graminées du genre Poa et d'autres et l'adulte de mai à septembre.

## Taxonomie
Il a d'abord été décrit sous le nom de Tenthredo ephippium, par Panzer en 1798, puis successivement dénommé Blennocampa ephippium (André, 1879) et Tomostethus ephippium (Dalla Torre, 1894). Ces trois dénominations sont des synonymes de son nom actuel.

## Galerie

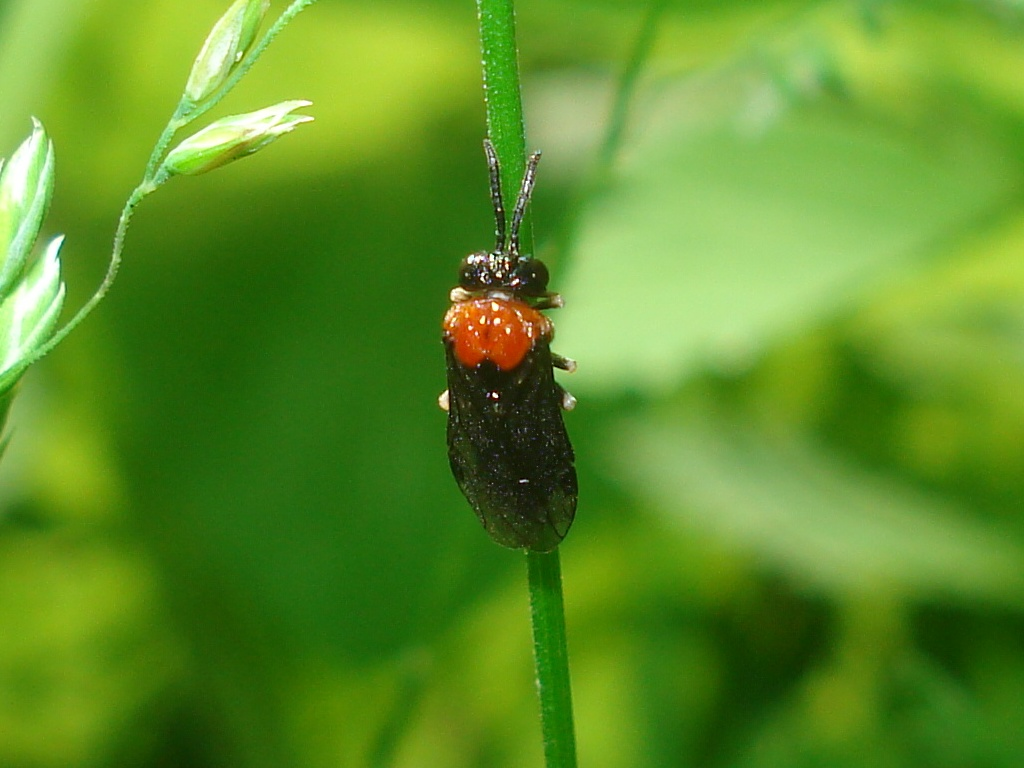
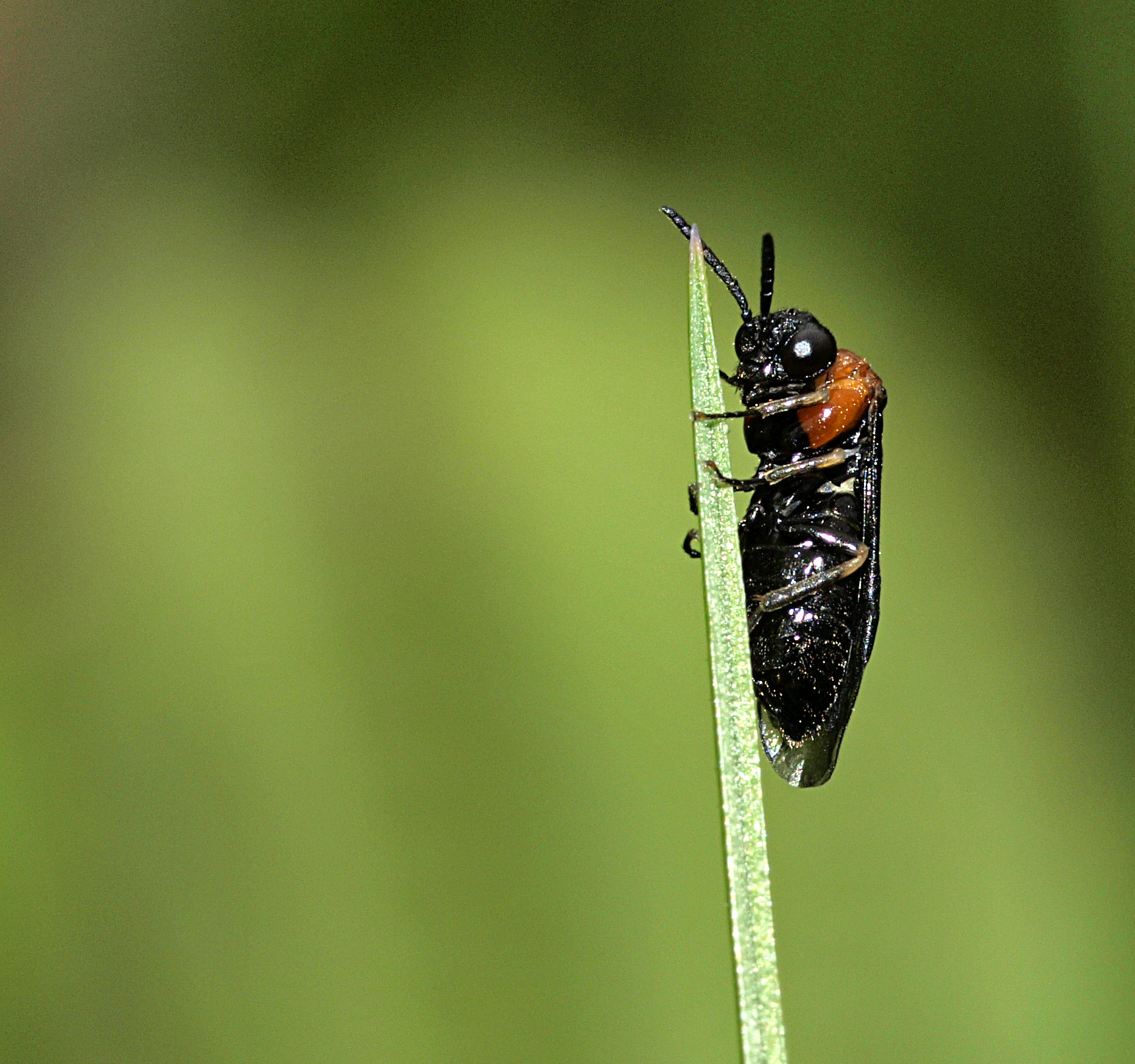
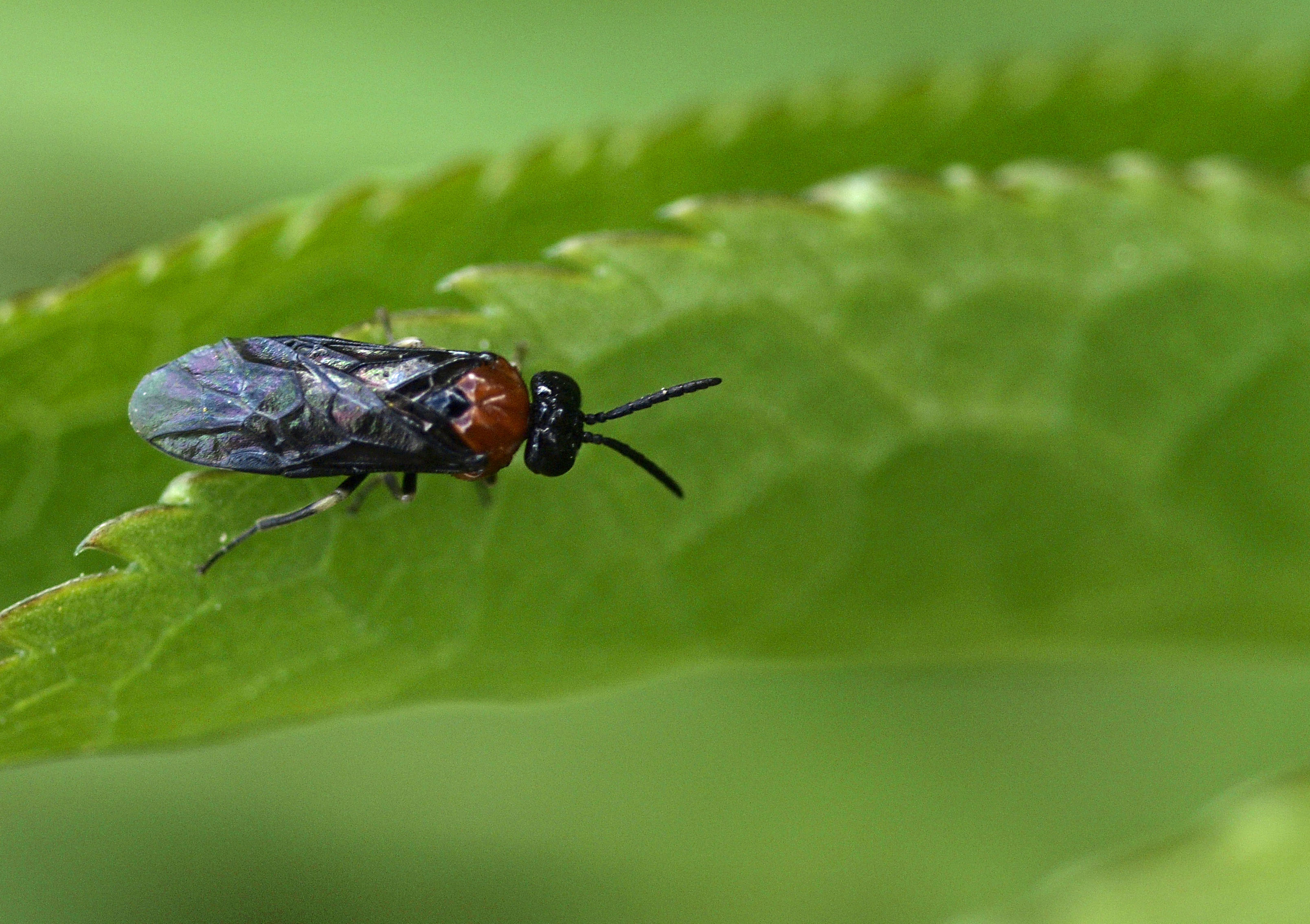
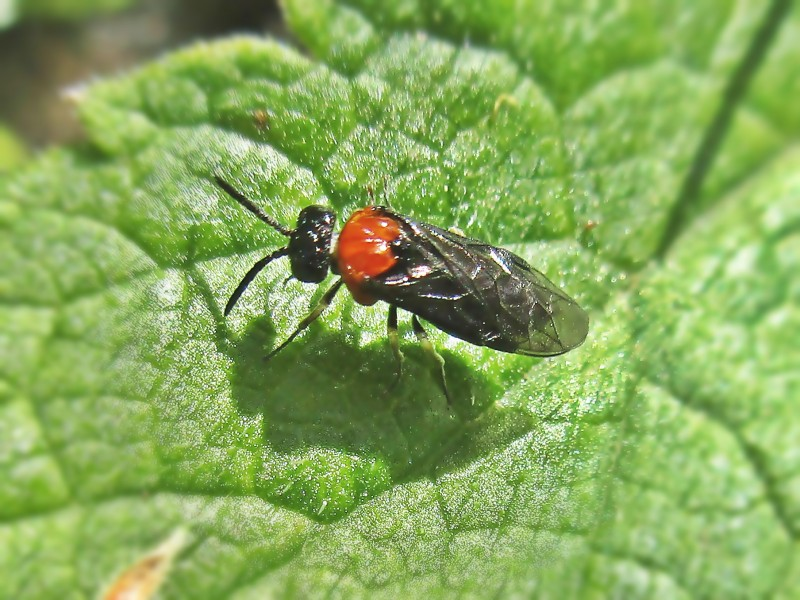
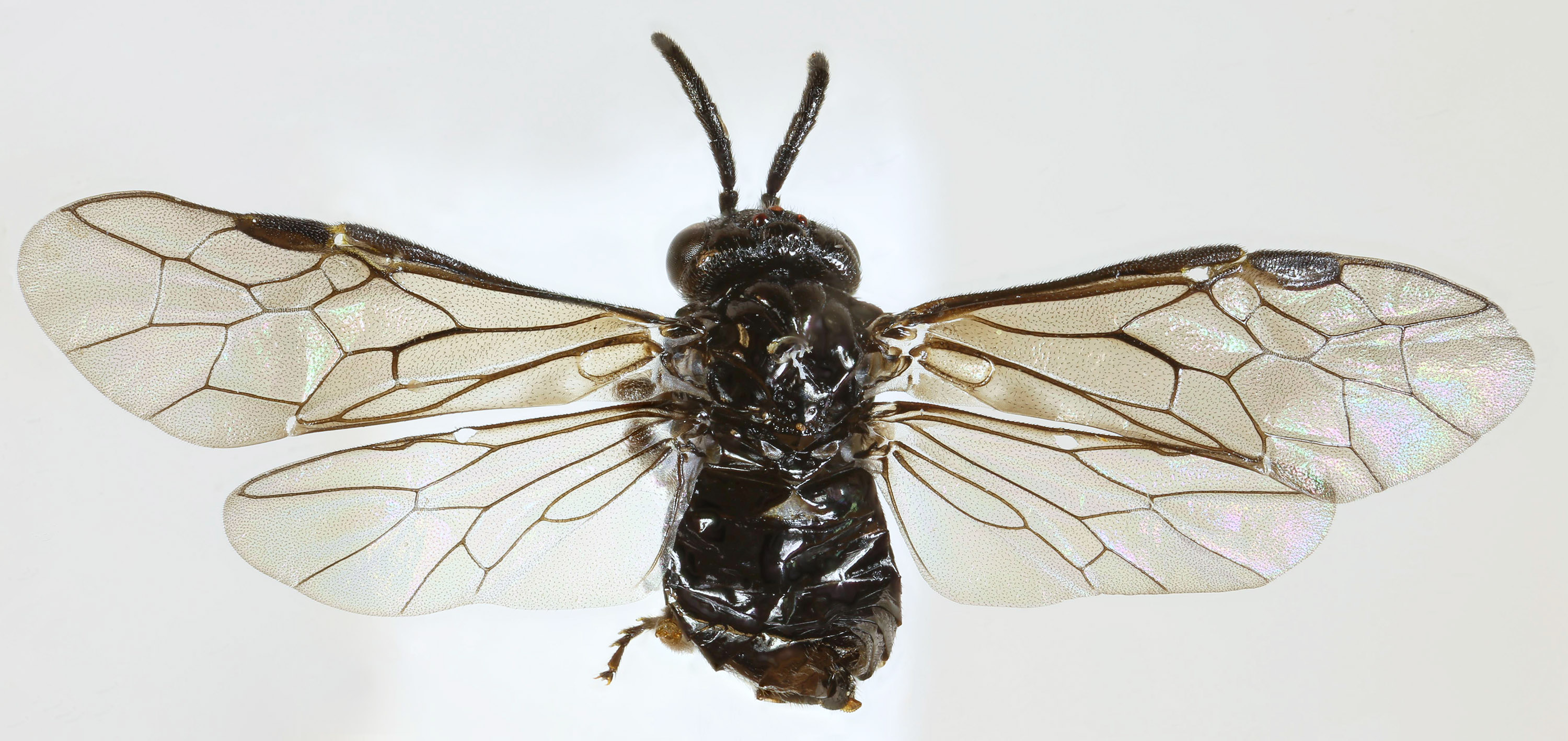
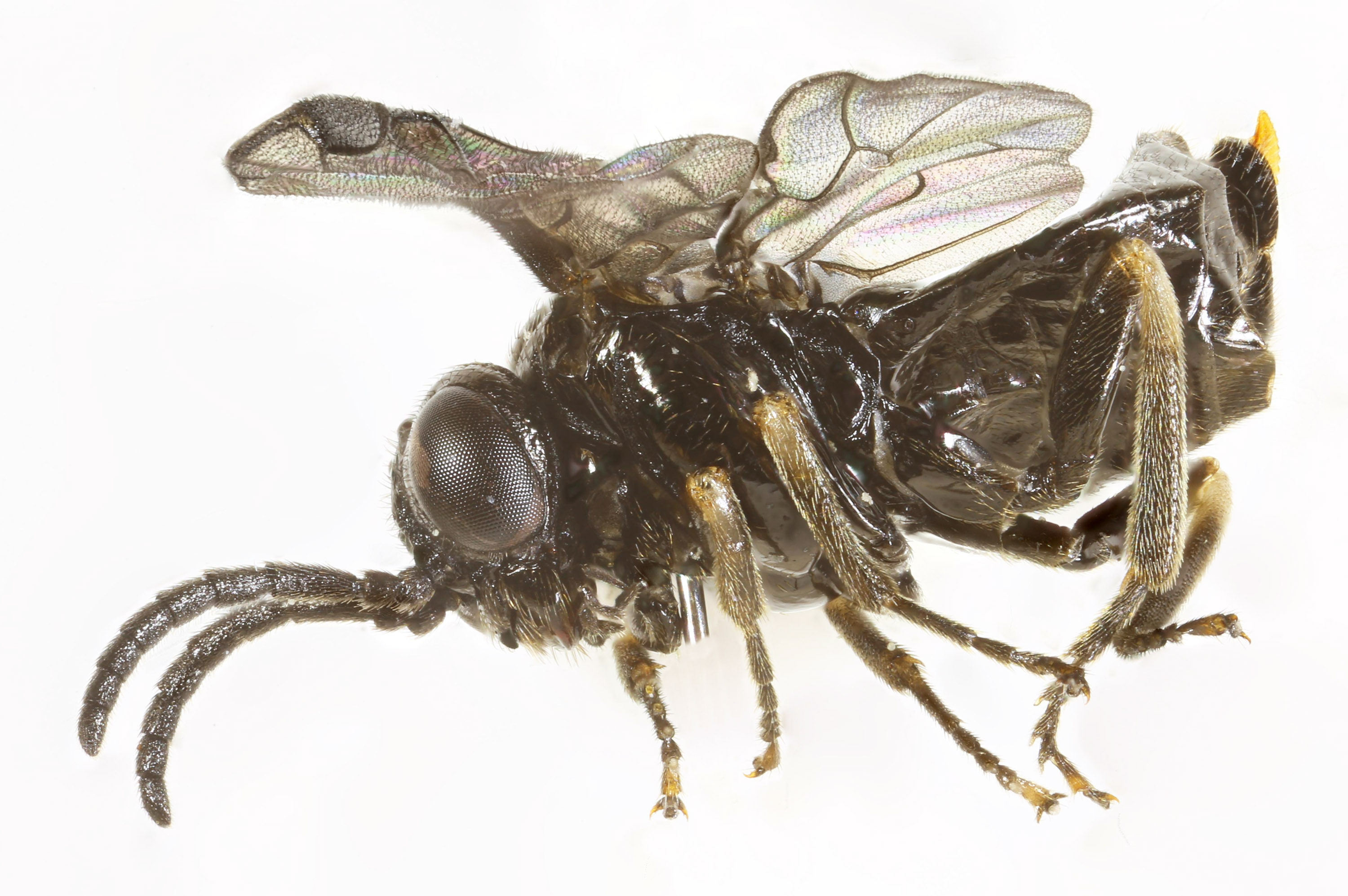